# حكومة حسن الحكيم الثانية
الحكومة السورية التي تشكلت في 9 أغسطس 1951، هي الحكومة السابعة والأربعين في تاريخ سوريا الحديث، والثانية والثلاثين في عهد الجمهورية السورية الأولى، والسادسة في ولاية هاشم الأتاسي الثانية، والثانية برئاسة حسن الحكيم. عارض قادة الجيش تشكيلها في البداية، بسبب ميول الحكيم التقاربية مع العراق وحزب الشعب، غير أنه عاد وقبل بها بعد أن خلت من الحزبيين، رغم ذلك فلم تتمكن من المكوث في السلطة لأكثر من شهرين نتيجة الخلافات مع الكتل النيابية.

## تشكيلة الحكومة
| الوزير           | الوزارة                        |
| ---------------- | ------------------------------ |
| حسن الحكيم       | رئيس الوزراء، وزير المالية     |
| فيضي الأتاسي     | وزير الخارجية                  |
| رشاد برمدا       | وزير الداخلية                  |
| شاكر الأص        | وزير الاقتصاد الوطني           |
| محمد المبارك     | وزير الزراعة                   |
| فتح الله آسيون   | وزير الصحة العامة              |
| عبد الوهاب حوامد | وزير التعليم                   |
| عبد العزيز حسان  | وزير العدل                     |
| حميد الخوجة      | وزير الأشغال العامة والاتصالات |
| فوزي السلو       | وزير الدفاع                    |

| الترتيب | المنصب               | الصورة | شاغل المنصب     | الحزب | الحزب | في المنصب من | في المنصب حتى        | ملاحظات |
| ------- | -------------------- | ------ | --------------- | ----- | ----- | ------------ | -------------------- | ------- |
| –       | رئيس الوزراء         |        | حسن الحكيم      |       |       | 9 آب 1951    | 28 تشرين الثاني 1951 |         |
|         | المالية              |        | حسن الحكيم      |       |       |              |                      |         |
|         | الخارجية             |        | فيضي الأتاسي    |       |       |              |                      |         |
|         | الصحة والإسعاف العام |        | فتح الله آسيون  |       |       |              |                      |         |
|         | الزراعة              |        | شاكر العاص      |       |       |              |                      |         |
|         | الاقتصاد الوطني      |        | شاكر العاص      |       |       |              |                      |         |
|         | الدفاع الوطني        |        | فوزي سلو        |       |       |              |                      |         |
|         | الداخلية             |        | رشاد برمدا      |       |       |              |                      |         |
|         | الأشغال العامة       |        | حامد الخوجة     |       |       |              |                      |         |
|         | المواصلات            |        | حامد الخوجة     |       |       |              |                      |         |
|         | المعارف              |        | عبد الوهاب حومد |       |       |              |                      |         |
|         | العدلية              |        | عبد العزيز حسان |       |       |              |                      |         |

## الملاحظات
1. ↑  فراغ الحقل لا يعني بالضرورة أن شاغل المنصب مستقل سياسياً أو غير حزبي، ولكن بسبب عدم توفر المعلومات أو المصادر.